# Georgios Gemistos Plethon
Georgios Gemistos Plethon (gr.: Γεώργιος Πλήθων Γεμιστός, født ca. 1355 i Det byzantinske rige, død 26. juni 1452 i Mystras nær Sparta), var en græsk nyplatonisk filosof og lærd. Han var af stor betydning for den interresse for litterære studier som gennemsyrede Vesteuropa i hans samtid og som mundede ud i renæssancen og humanismen.
Under koncilet i Firenze 1438-1439 mødtes han med Cosimo de' Medici og opfordrede ham til at oprette et Platonakademi, som under Marsilio Ficinos ledelse skulle oversætte Platon og forskellige neoplatoniske tekster til latin.